# Papaloapan (folyó)
A Papaloapan mexikói folyó. A Keleti-Sierra Madre hegységben ered, Oaxaca és Veracruz államok határán. A folyó neve nahuatl eredetű. A „papalotl” pillangót jelent, az „apan” pedig folyót. 122 kilométer hosszan kanyarog Veracruz államban, mielőtt elérné a Mexikói-öblöt az Alvarado-lagúnánál.
A Papaloapan partján két jelentősebb város fekszik: San Juan Bautista Tuxtepec Oaxacában és Tlacotalpan Veracruzban.

## Fordítás

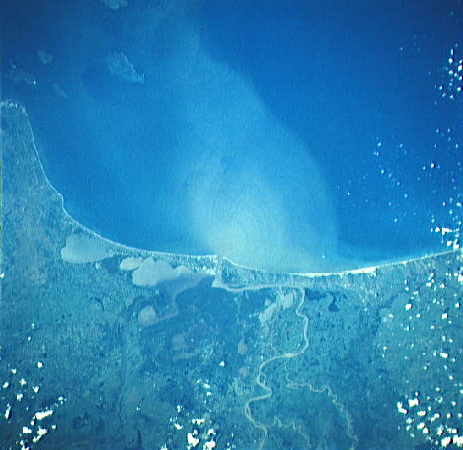
A Papaloapan torkolata műholdfelvételen

Ez a szócikk részben vagy egészben  a   Papaloapan River című angol Wikipédia-szócikk ezen változatának fordításán alapul.  Az eredeti cikk szerkesztőit annak laptörténete sorolja fel. Ez a jelzés csupán a megfogalmazás eredetét és a szerzői jogokat jelzi, nem szolgál a cikkben szereplő információk forrásmegjelöléseként.